# Torbjörn Thörngren
Janne Torbjörn Thörngren, född 13 september 1925 i Skara stadsförsamling, död 9 december 2004 i Katarina församling i Stockholm, var en svensk diktare, författare, målare, tecknare och skulptör verksam i Göteborg. 1975 anställdes han som handläggare för litteraturstödet vid det nybildade Kulturrådet där han förblev verksam till sin pensionering.
Han var son till verkmästaren Johan David Thörngren och Edit Kristina Andersson och gift med Ingbritt Lemark samt far till Pia Thörngren Engblom. Thörngren studerade vid Slöjdföreningens skola i Göteborg. Tillsammans med Terence Florell debuterade han i en utställning på Studio Lindquist i Göteborg 1953 där han visade olika former av interiörstudier i perspektiv. Thörngren ägnade sig till stor del åt sitt författarskap och har givit ut dikter och romaner samt verkat som redaktör för tidskriften Paravan som han tillsammans med Karl-Axel Häglund tog initiativet till och 1952 grundade de kulturföreningen Studio Paravan. Som tecknare har han medverkat med illustrationer för dags- och tidningspress. Han var först med abstrakta serier vilka publicerades i tidningen GT 1956. Till Sällskapet Manetens utställning Havet på Röhsska konstslöjdsmuseet 1961 utförde han en relief med rörliga abstrakta pilformer. Thörngren är representerad vid Hotell Lysekil. I entrén till Nordhemsskolan i Göteborg finns en väggmosaik som gjordes i början av 50-talet. 

## Skrifter
- Röster ur Allo : dikter, 1958
- Staden spelar om natten, 1958, ny utgåva 1961
- Rösten på Humbug Street : dikter, 1959
- Mitten, roman, 1961